# Greenwich foot tunnel
De Greenwich foot tunnel is een voetgangerstunnel onder de Theems tussen Greenwich en Isle of Dogs in Londen. De tunnel werd geopend in 1902 en van 2010 tot 2012 grondig gerenoveerd.
De tunnel is ontworpen door civiel ingenieur Alexander Binnie voor de London County Council, en gebouwd door aannemer John Cochrane & Co. De tunnel verving een relatief dure en soms onbetrouwbare veerpont. De tunnel was bedoeld om de werknemers van de havens van Londen een praktische route naar hun werk te bieden.

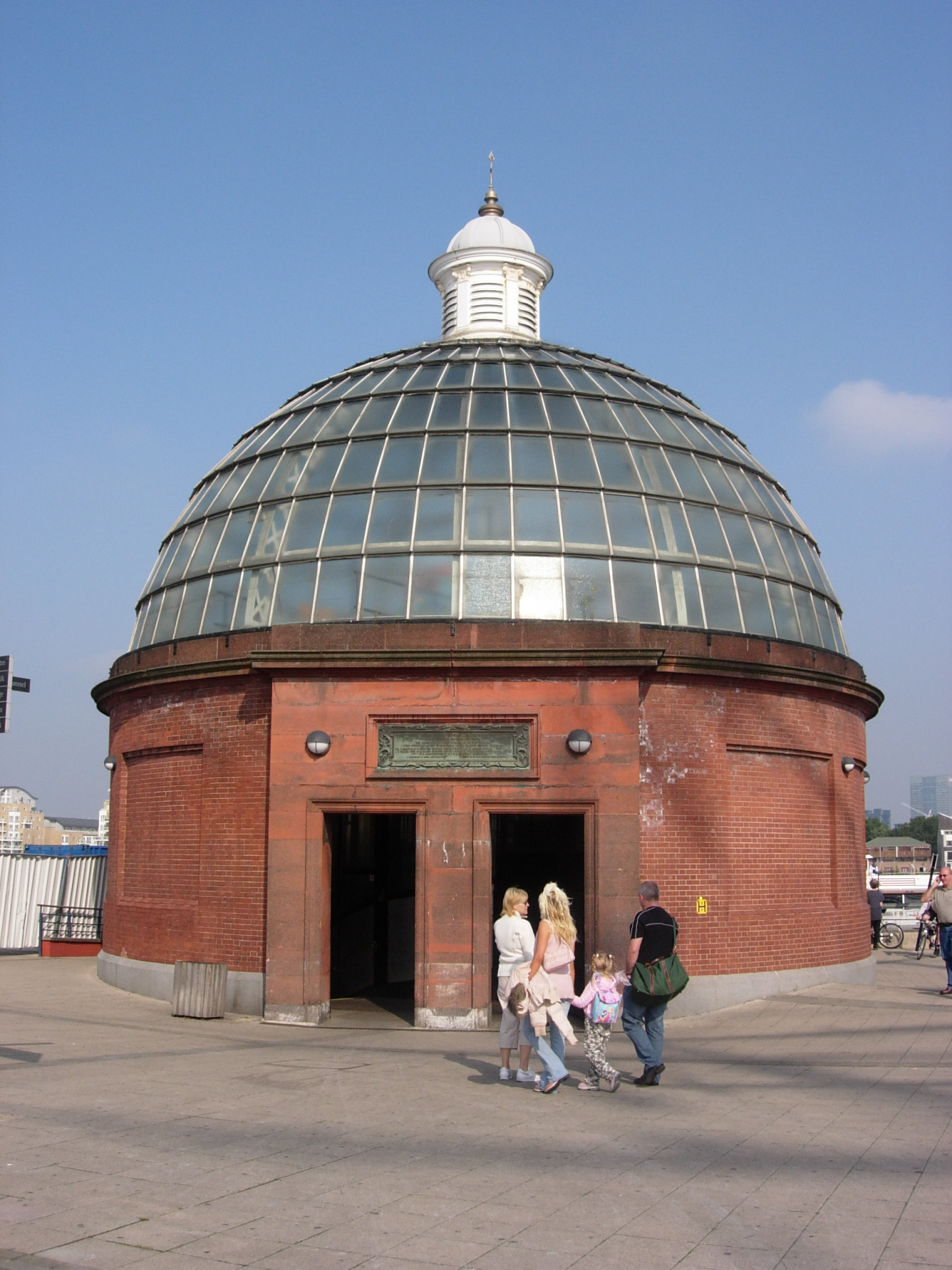
Tunnelingang aan de zuidzijde

De tunnelschachten aan beide einden van de tunnel zijn afgedekt met glazen koepels en voorzien van liften (geïnstalleerd in 1904 en gerenoveerd in 1992 en 2012) en wenteltrappen. De gietijzeren tunnelbuis is 370,2 meter lang en 15,2 meter diep en heeft een inwendige diameter van 2,7 m. De gietijzeren ringen waaruit de tunnelbuis is opgebouwd zijn met beton bedekt en afgewerkt met ongeveer 200.000 witte geglazuurde tegels.
Het noordelijke uiteinde is tijdens de Tweede Wereldoorlog beschadigd door bombardementen. Ter plaatse van de reparatie van deze schade heeft de tunnel een kleinere inwendige diameter.